# Ys II: Ancient Ys Vanished - The Final Chapter
Ys II: Ancient Ys Vanished - The Final Chapter (イースII?, Īsu Tsū) è un videogioco di ruolo giapponese sviluppato dalla Falcom nel 1988 per NEC PC-8801. È il seguito di Ys I: Ancient Ys Vanished ed è il secondo titolo della saga di Ys, prodotta dalla Nihon Falcom Corporation.
Come il suo predecessore, fu inizialmente sviluppato per PC-8801, ma andò presto incontro a portabilità sugli home computer giapponesi Sharp X1, PC-9801, FM-7/FM-77, FM-77AV e Standard MSX2. Venne anche pubblicato per NES.

## Trama
Ys II riprende gli eventi esattamente da dove erano stati lasciati nel primo capitolo. Adol, leggendo l'ultimo dei sei libri di Ys, appena dopo averlo sottratto allo sconfitto Dark Fact, viene avvolto da una luce e magicamente trasportato sulla terra di Ys, che fluttua nei cieli sopra Esteria. Rimasto privo di sensi, viene soccorso da una ragazza di nome Lilia che lo porta nella sua casa al villaggio Lance. Sarà da lì che comincerà la sua avventura per scoprire i misteri ancora celati di Ys, e liberarla insieme ad Esteria dal male.

## Modalità di gioco
Ys II mantiene tutte le caratteristiche di gioco del suo predecessore: il giocatore controlla Adol sul campo di gioco con una visuale dall'alto. Viaggiando fuori dalle città ed esplorando dungeon, si incontreranno numerosi nemici vaganti, che si dovrà sconfiggere per proseguire e guadagnare esperienza per rendere più forte il personaggio. Come nel predecessore, il combattimento è in tempo reale e avviene automaticamente scontrandosi contro i nemici. Anche la rigenerazione dei punti ferita automatica quando si è fermi all'aperto, caratteristica del primo Ys, è mantenuta. La principale novità è l'introduzione della magia: oltre ad armi, armature ed anelli, Adol potrà equipaggiare oggetti che gli permetteranno di usare incantesimi, come lanciare palle di fuoco, teletrasportarsi nelle città visitate o trasformarsi in un mostro per passare inosservato ai nemici. L'utilizzo degli incantesimi consumerà una barra del mana, che potrà essere ricaricata come quella della vita.

## Musiche
Composte da Yuzo Koshiro, Mieko Ishikawa e Hideya Nagata, la colonna sonora mantiene la qualità di quelle del predcecessore.
Numerosi album dedicati alle musiche di Ys sono stati pubblicati dalla Falcom. Tra essi vi sono:
- Music from Ys II (1988): Contiene le tracce della versione originale per PC-8801, insieme a quattro tracce arrangiate da Hiroyuki Namba e una traccia vocale.
- Perfect Collection Ys II (1990): Una pubblicazione in due dischi, il primo dei quali contiene i nuovi arrangiamenti della colonna sonora di Ryo Yonemitsu, mentre il secondo arrangiamenti assortiti di tracce di Ys I, Ys II e Ys III.
- Music from Ys II Renewal (1995): La colonna sonora completa di Ys II riprodotta con sintetizzatori più moderni.
- Ys & Ys II Eternal Original Sound Track (2001): Due dischi che contengono le tracce del remake per Windows di Ys e Ys II.

## Recensioni
Il gioco fu recensito nel 1991 nel numero 172 della rivista Dragon da Hartley, Patricia e Kirk Lesser nella colonna "The Role of Computers". La recensione diede al gioco 5 stelle su 5.

## Remake
Ne fu fatto un remake per Turbografix CD dalla Hudson Soft nel 1989, come parte di Ys I & II; per molti anni questa fu l'unica pubblicazione che ricevette una traduzione in inglese ufficiale.
Un remake per MS-DOS chiamato Ys II Special, sviluppato dalla Mantra, fu pubblicato esclusivamente per il mercato sudcoreano nel 1994. Era un mash-up del gioco originale con abbondanti contenuti nuovi, inclusi alcuni presi dall'anime Ys II: Castle in the Heavens, tratto dal gioco originale stesso. Esso conteneva più segreti di tutte le altre versioni e fu un successo in Corea del Sud, nonostante la concorrenza del videogioco sudcoreano Astonishia Story dello stesso anno
.
Anni più tardi, un terzo remake fu pubblicato per Microsoft Windows e chiamato Ys II Eternal, poi Ys II Complete. Altre versioni del gioco furono in seguito sviluppate per altre piattaforme, tra cui una recente per Nintendo DS. Una traduzione inglese di questa versione fu pubblicata da Atlus in Nord America nel 2009, insieme alla versione per DS di Ys I su una singola cartuccia, chiamata Legacy of Ys: Books I & II, a differenza di quella giapponese nel 2008 che conteneva solo il secondo capitolo.